# Wade (Carolina del Nord)
Wade è una città degli Stati Uniti d'America situata nella Carolina del Nord, nella Contea di Cumberland.